# Valigny
Valigny – miejscowość i gmina we Francji, w regionie Owernia-Rodan-Alpy, w departamencie Allier.

## Demografia
Według danych na rok 1990 gminę zamieszkiwało 527 osób, a gęstość zaludnienia wynosiła 25 osób/km². W styczniu 2015 r. Valigny zamieszkiwały 393 osoby, przy gęstości zaludnienia wynoszącej 18,6 osób/km².